# Eudendrium armstongi
Eudendrium armstongi is een hydroïdpoliep uit de familie Eudendriidae. De poliep komt uit het geslacht Eudendrium. Eudendrium armstongi werd in 1909 voor het eerst wetenschappelijk beschreven door Stechow. 